# Hase-dera (Kamakura)
Hase-dera (海光山慈照院長谷寺?, Kaikō-zan Jishō-in Hase-dera) , comunemente chiamato Hase-kannon (長谷観音?)  è uno dei templi buddisti nella città di Kamakura, nella prefettura di Kanagawa, in Giappone, famoso perché ospita un'enorme statua lignea di Kannon. 
Il tempio originariamente apparteneva alla setta buddista Tendai, ma alla fine divenne un tempio indipendente del Jōdo-shū.

## Storia
La leggenda narra che il tempio fu istituito in epoca Tenpyō (729-749 d.C.). Tuttavia, i documenti nel tempio suggeriscono che il tempio è davvero diventato unico durante il periodo Kamakura (1192-1333). 

## La statua

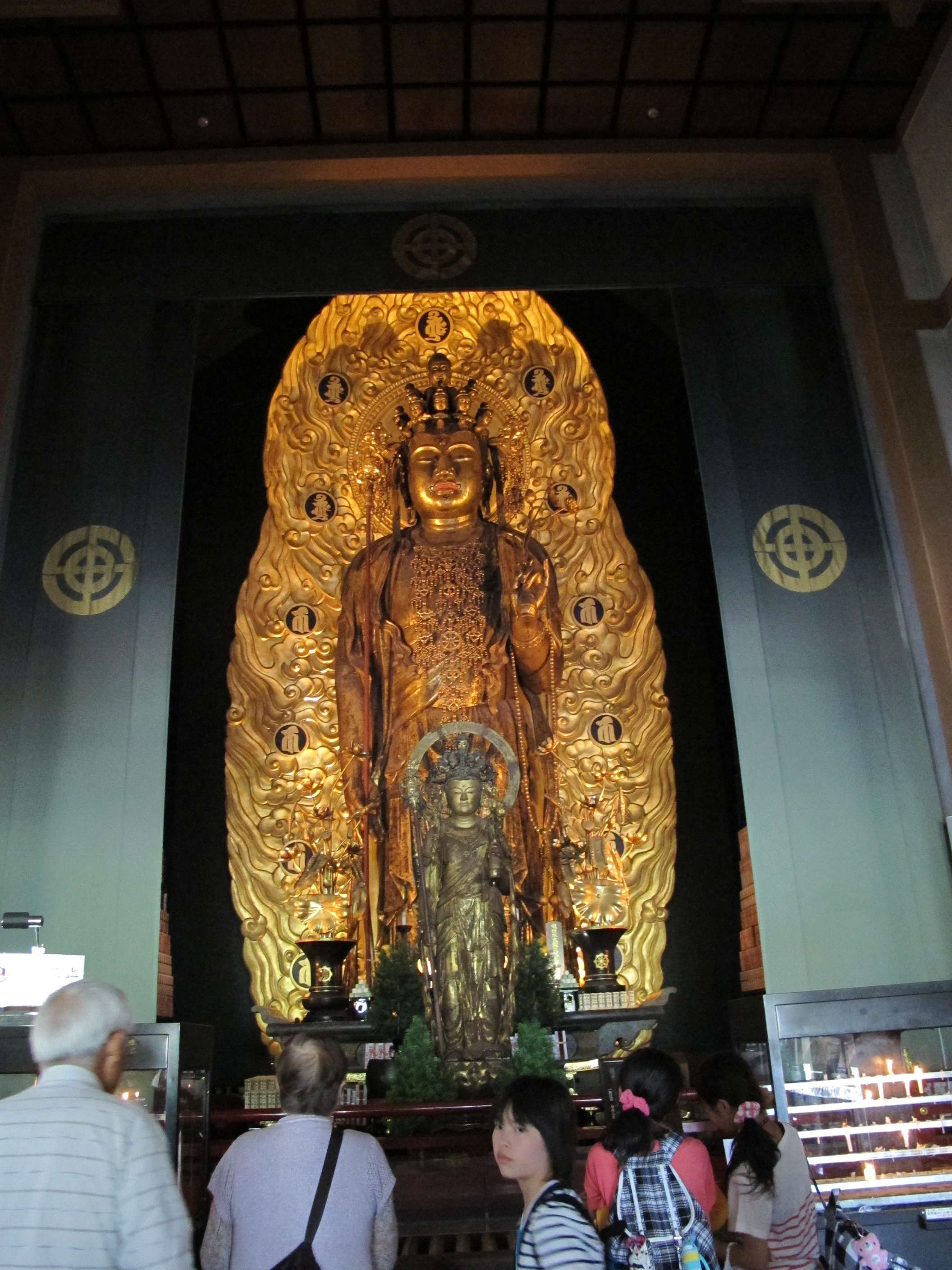
La statua di Kannon

La statua principale di Kannon è una delle più grandi statue lignee del Giappone, con un'altezza di 9,18 metri, ed è stata realizzata in legno di canfora e dorata con oro. Ha 11 teste, ognuna delle quali rappresenta una fase diversa nella ricerca dell'illuminazione. 
Secondo la leggenda, la statua è una delle due immagini di Kannon scolpite da un monaco di nome Tokudō nel 721. L'albero di canfora era così grande, secondo la leggenda, che decise che vi poteva scolpire due statue. Uno è stato custodito a Hase-dera nella città di Nara, nella provincia di Yamato, mentre l'altro è stato posto alla deriva nel mare per trovare il luogo con cui aveva una connessione karmica. La statua è giunta sulla spiaggia di Nagai sulla penisola di Miura vicino a Kamakura nell'anno 736. La statua fu immediatamente portata a Kamakura dove fu costruito un tempio per onorarla.

## Edifici del tempio
Il tempio si trova a circa metà del monte Kamakura, a sud-ovest della città di Kamakura . Il tempio offre una vista impressionante su Yuigahama. 
Sette edifici compongono il complesso del tempio: 
- Kannon-do – in questo padiglione è custodita la statua di Kannon
- Amida-do – vicino al Kannon-do custodisce la statua di Amida Nyorai alta 2,8 metri. Secondo la leggenda fu commissionata da Minamoto No Yoritomo il primo shogun di Kamakura.
- Jizo-do – un piccolo tempio vicino alle scale dove è venerato Fukujyu Jizo. A fianco del tempio sono presenti centinaia di statuette di Jizo.
- Daikoku-do – qui si trova la statua di Daikokuten, il dio della salute, dell’abbondanza e del successo.
- Benten-do e grotta Benten-kutsu – posto vicino allo stagno Hojo-ike, questo tempio assieme alla grotta è dedicato a Benzaiten una delle principali divinità buddiste.
- Inari-sha (kakigara Inari) – inizialmente questo tempio era dedicato a Kojin (dio del fuoco e della cucina) ma venne convertito a Inari-sha a seguito dell’apparizione di Kannon che ne indicava una diversa destinazione. Qui ogni anno il 18 giugno si svolge una festa dedicata a Kannon.
- Kyozo – in questo spazio sono conservati i testi buddisti. Al suo interno si trova anche il Rinzo una sorta di cilindro che ruota il quale spande le virtù se lo si fa ruotare.
- Campanile Shoro – alla destra dell'Amida-do si trova una campana di bronzo. Costruito nel 1955 la campana è stata inserita nel 1984, mentre la campana originale risale al 1264 oggi esposta al museo. Durante la mezzanotte del nuovo anno la campana suona 108 volte, numero corrispondente alle 108 sofferenze dell’umanità. Il rituale si chiama Joya no Kane.

## L’area del tempio

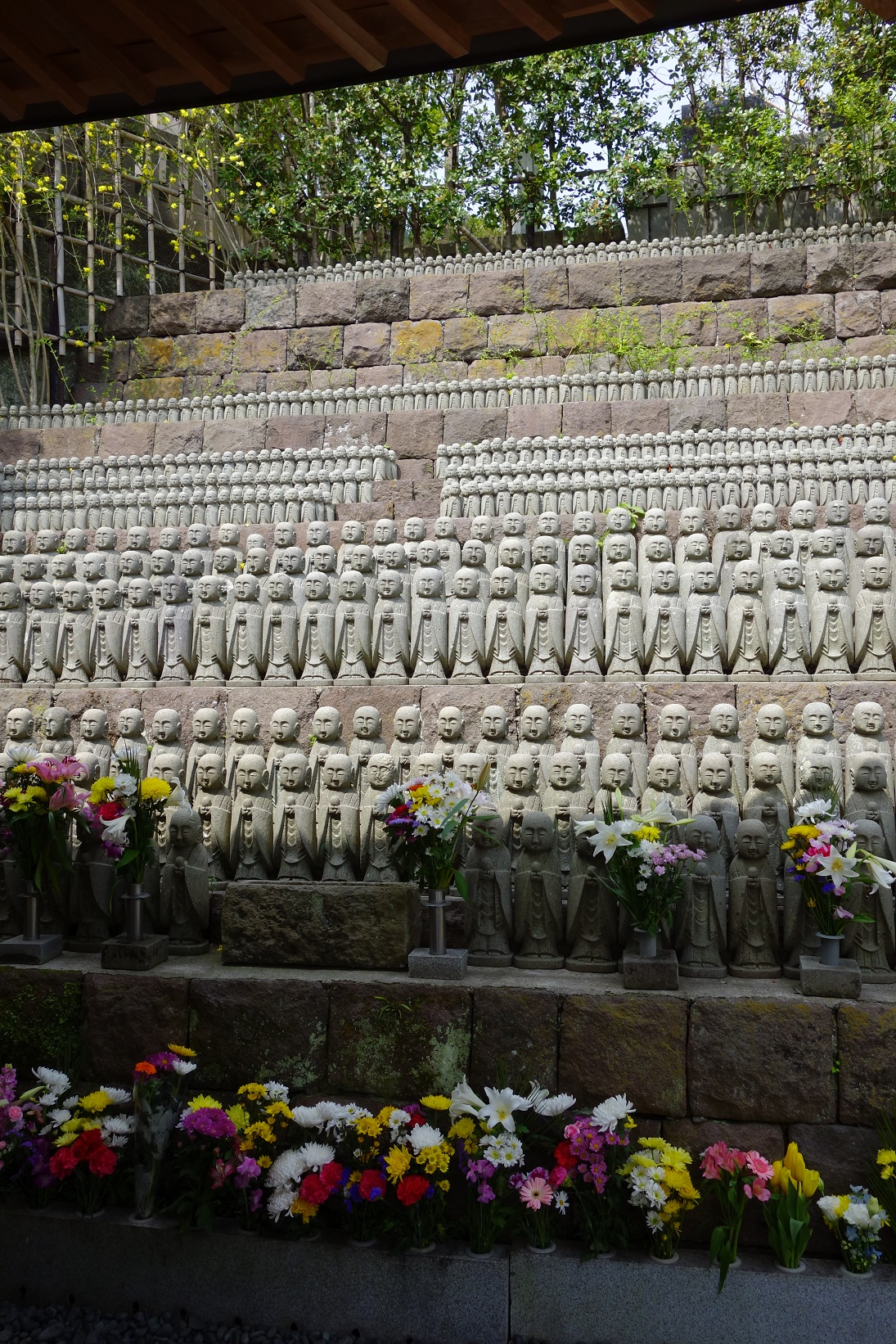
Statue Jizo presso lo Jizo-Do

Il tempio è costruito su due livelli e comprende anche una grotta. La grotta, chiamata benten kutsu (grotta di Benzaiten), contiene un lungo tunnel tortuoso con un soffitto basso e varie statue e devozionali dedicate a Benzaiten, la dea del mare e l'unica femmina dei sette dei fortunati nella mitologia giapponese. 
Il tempio è famoso per le sue ortensie, che fioriscono lungo il percorso dell'ortensia a giugno e luglio. 
Il terreno del tempio ospita centinaia di piccole statue di Jizō, collocate dai genitori in lutto per la abortì. Queste statue rimangono sul posto per circa un anno, prima di essere rimosse per far posto ad altre statue; si stima che circa 50.000 statue di Jizō siano state collocate a Hase-dera dalla seconda guerra mondiale.

## Percorsi di pellegrinaggio
Il tempio è la quarta delle 33 stazioni di due diversi percorsi di pellegrinaggio: 
1. Circuito di pellegrinaggio Bandō Sanjūsankasho dedicato alla dea Benzaiten .
2. Pellegrinaggio del Kantō .[3]

## Galleria d’immagini

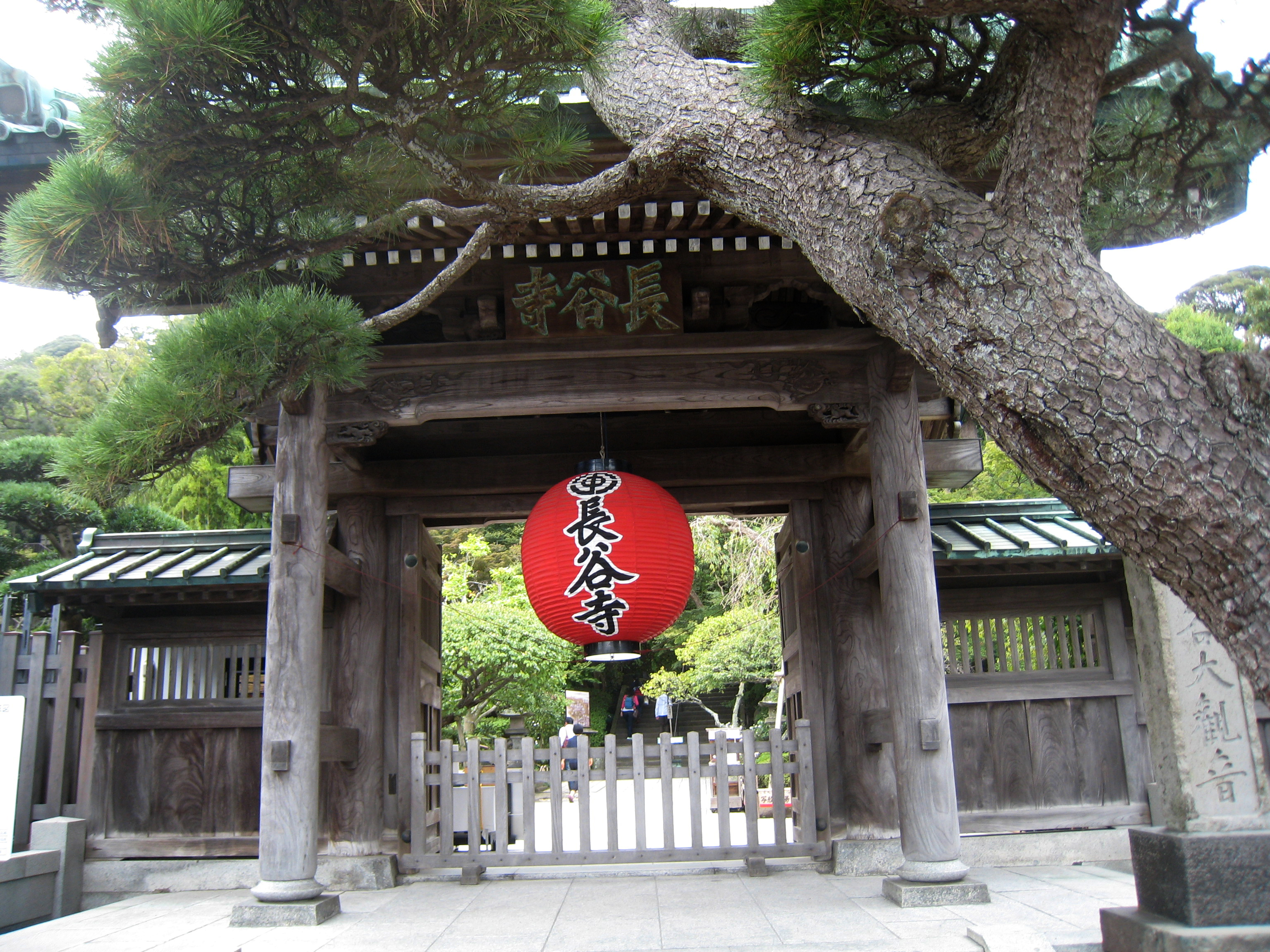
Sanmon (cancello principale)
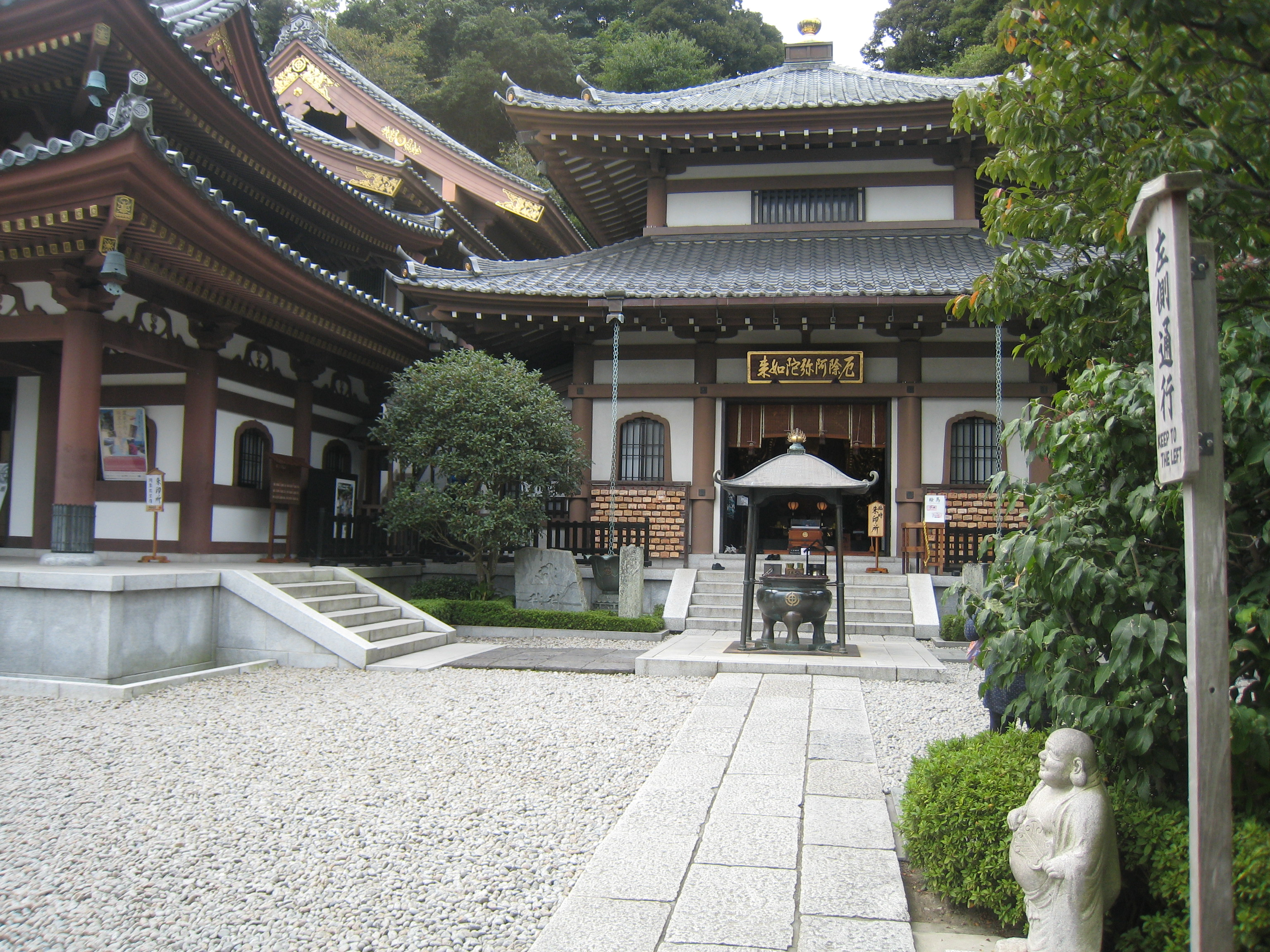
Amida -do
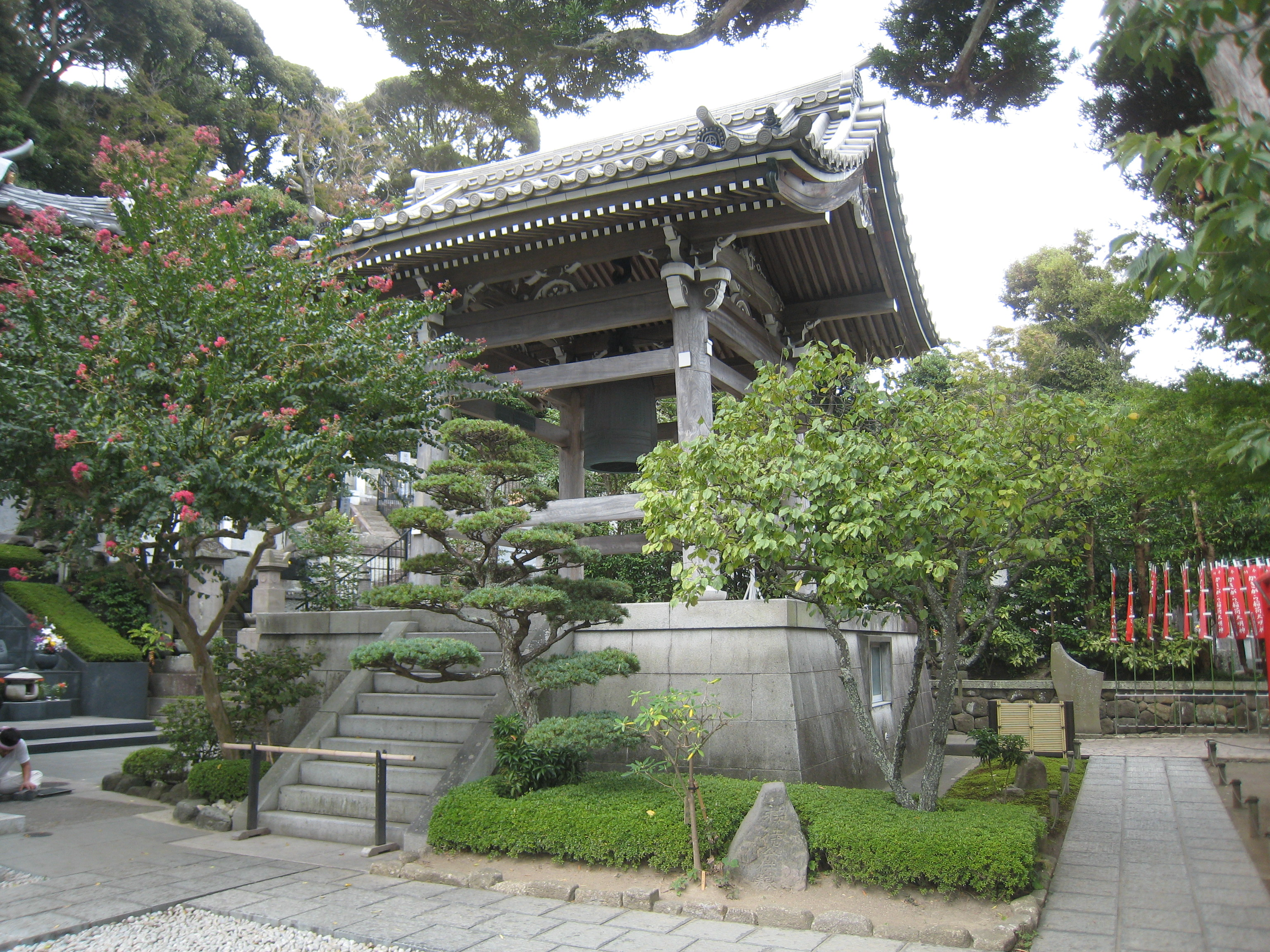
Shōrō (campanile)
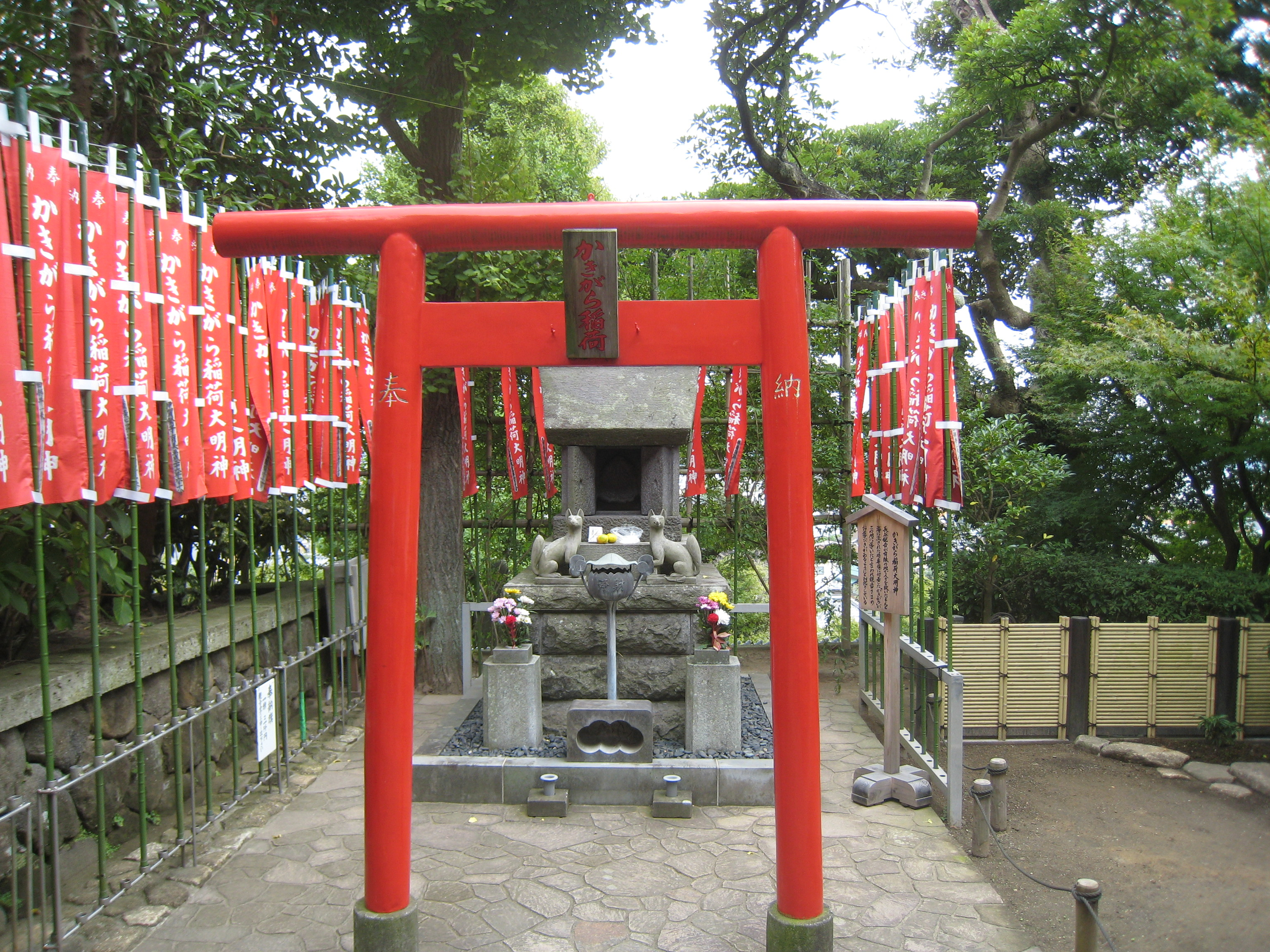
Kakigara- Inari
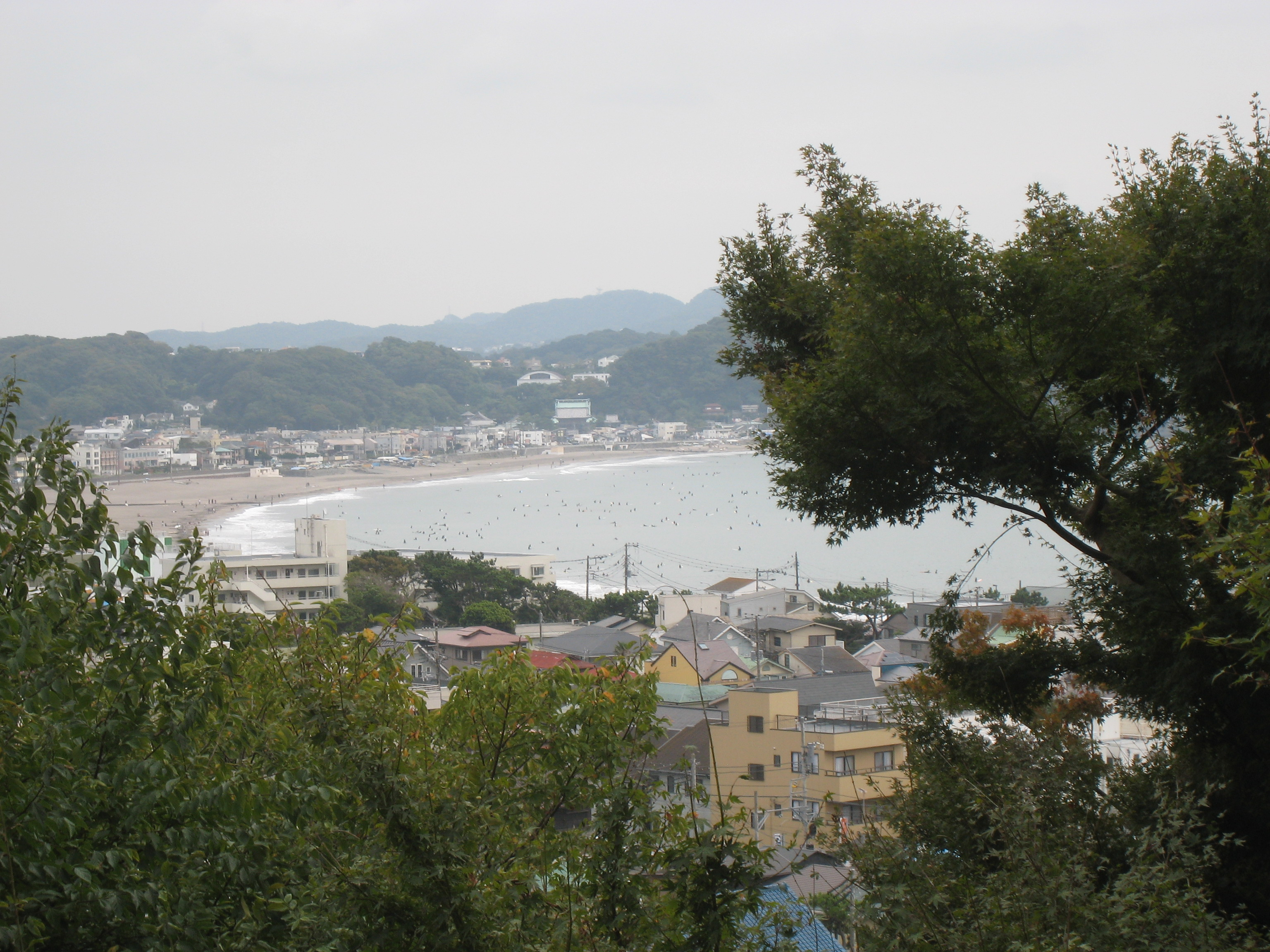
Vista sulla baia di Sagami di Kamakura
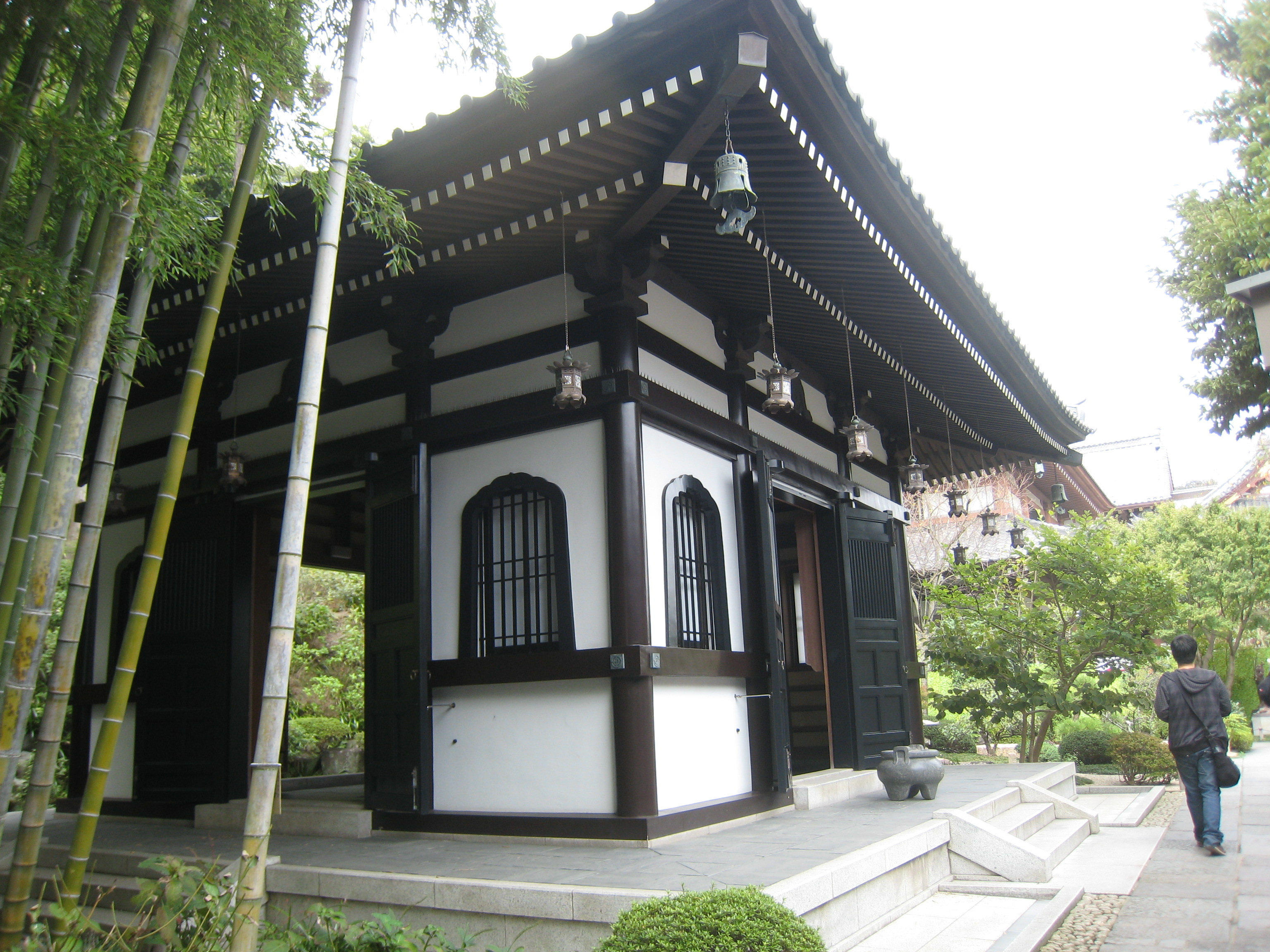
Kyōzō (Archivio Sutra)
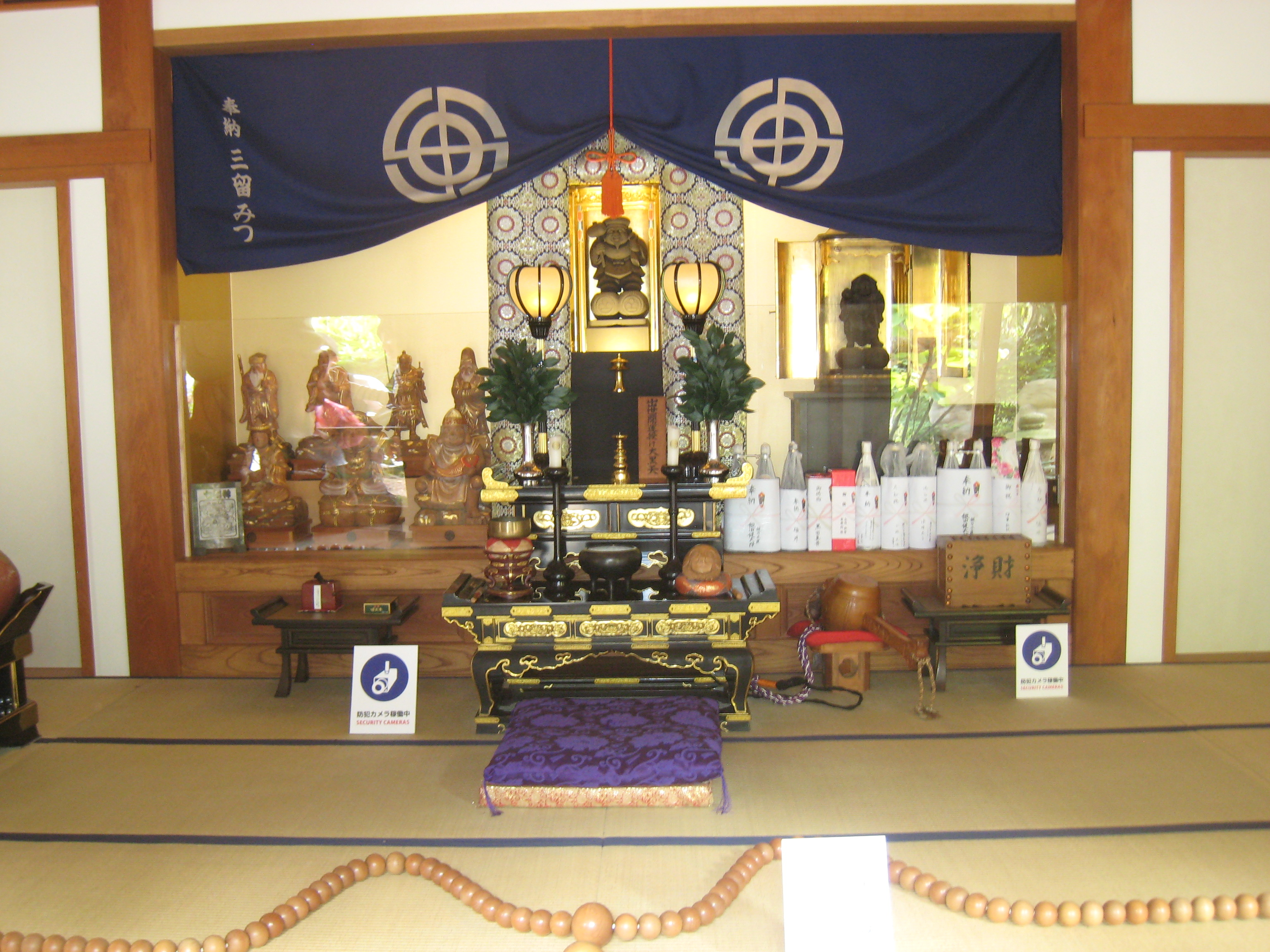
Daikoku -do
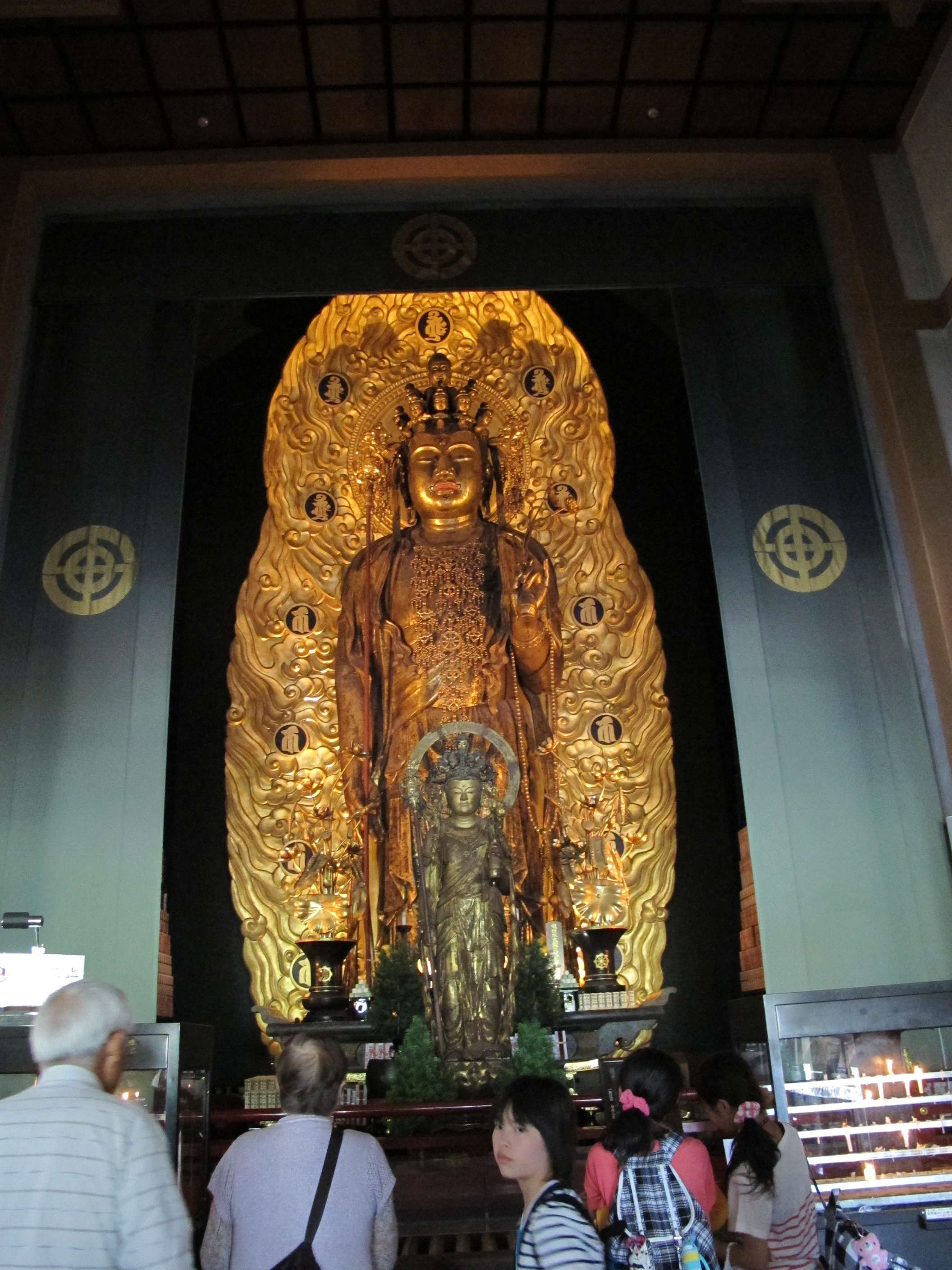
Guanyin

## Grotta di Benten-Kutsu

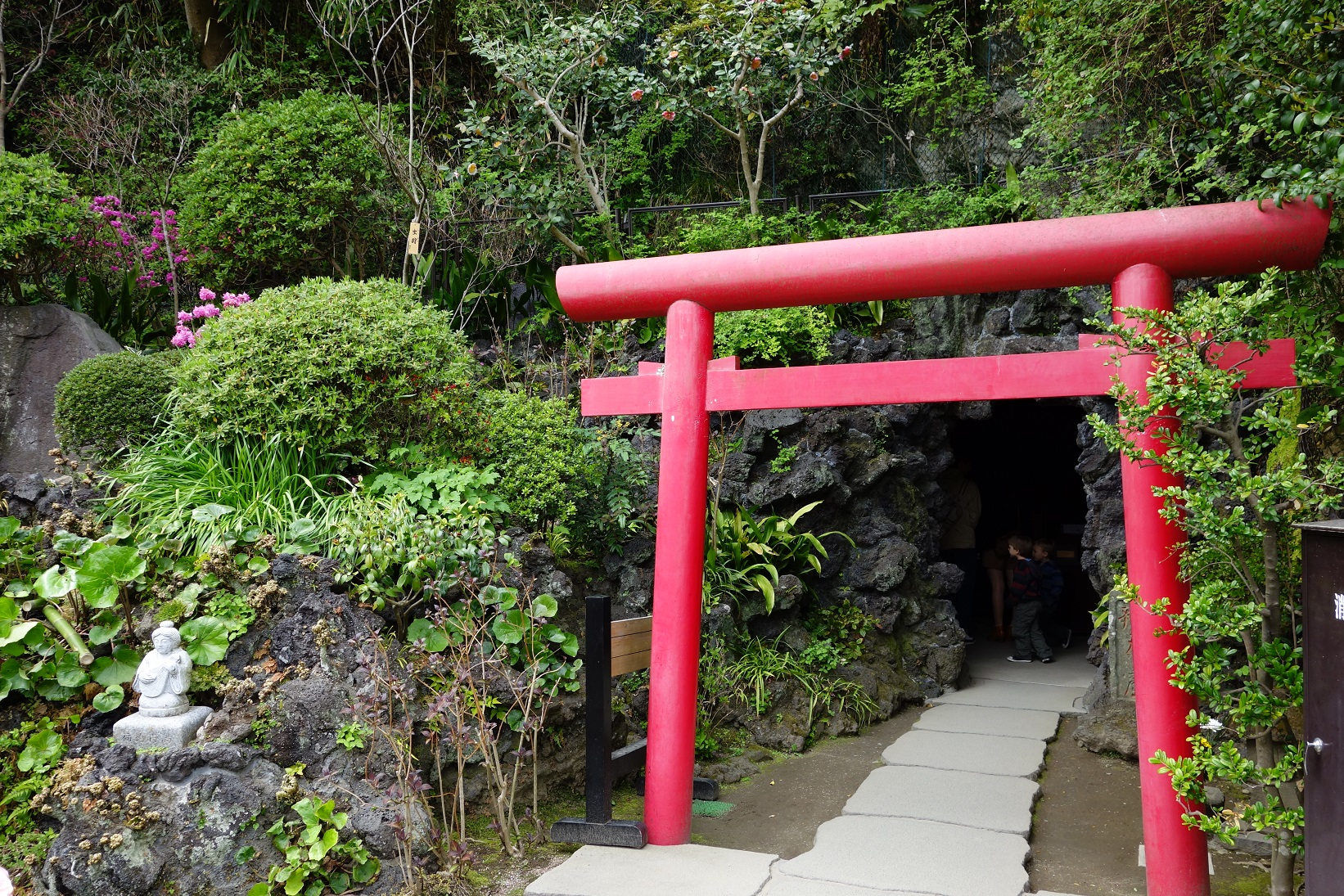
Ingresso alla grotta
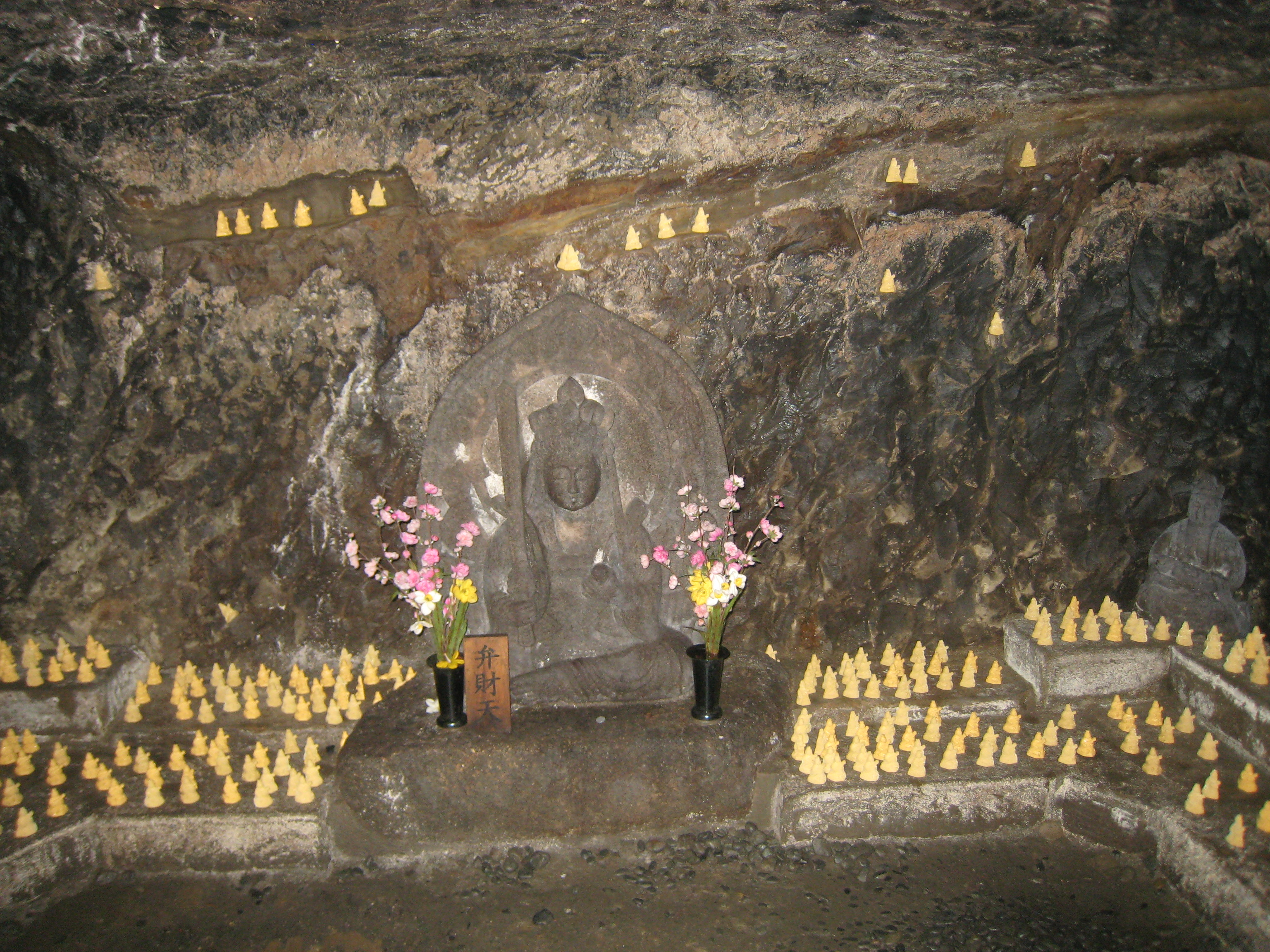
Statue di Benten
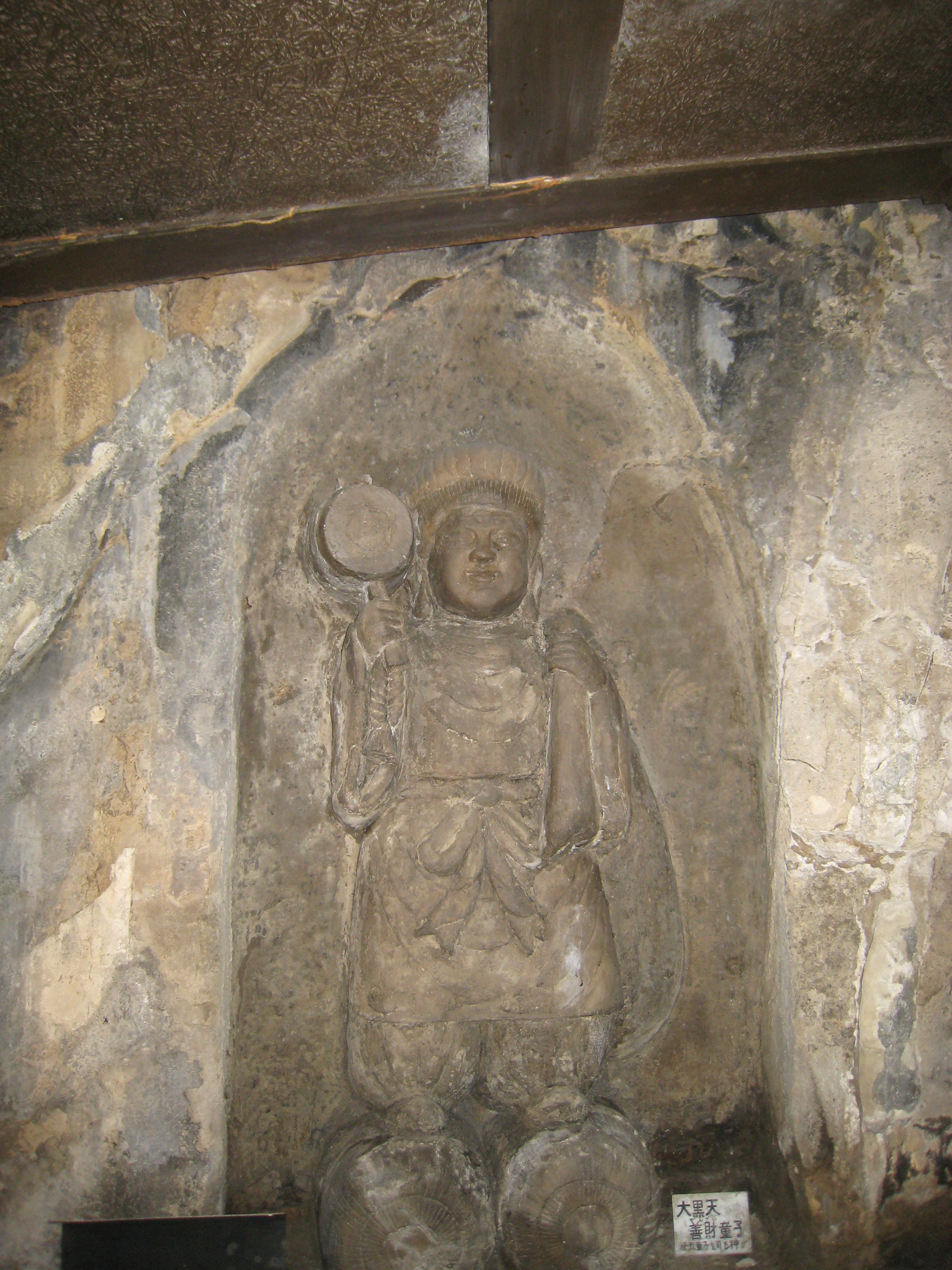
Bassorilievo di Daikoku-ten
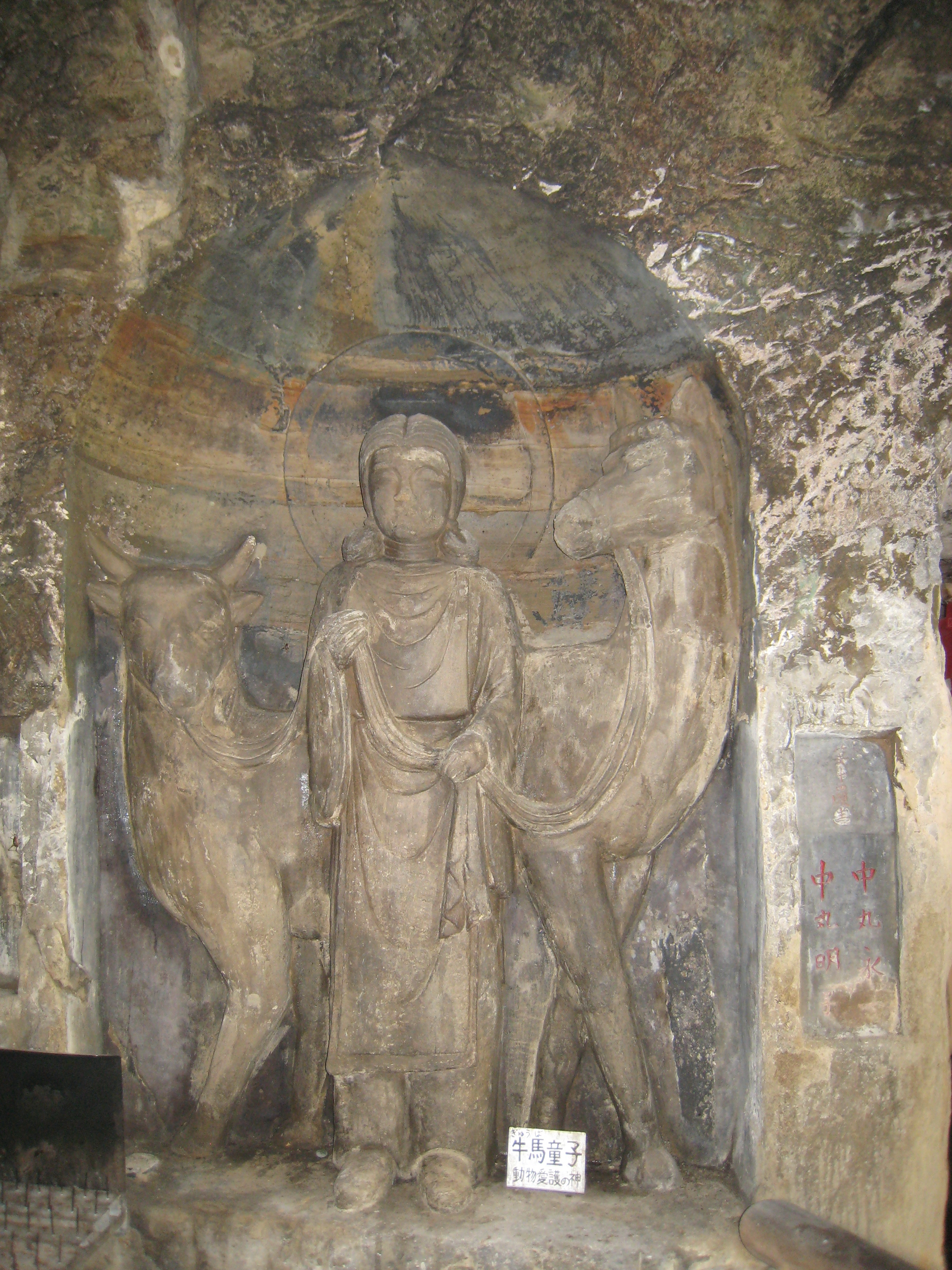
Bassorilievo di Gyūba-dōji
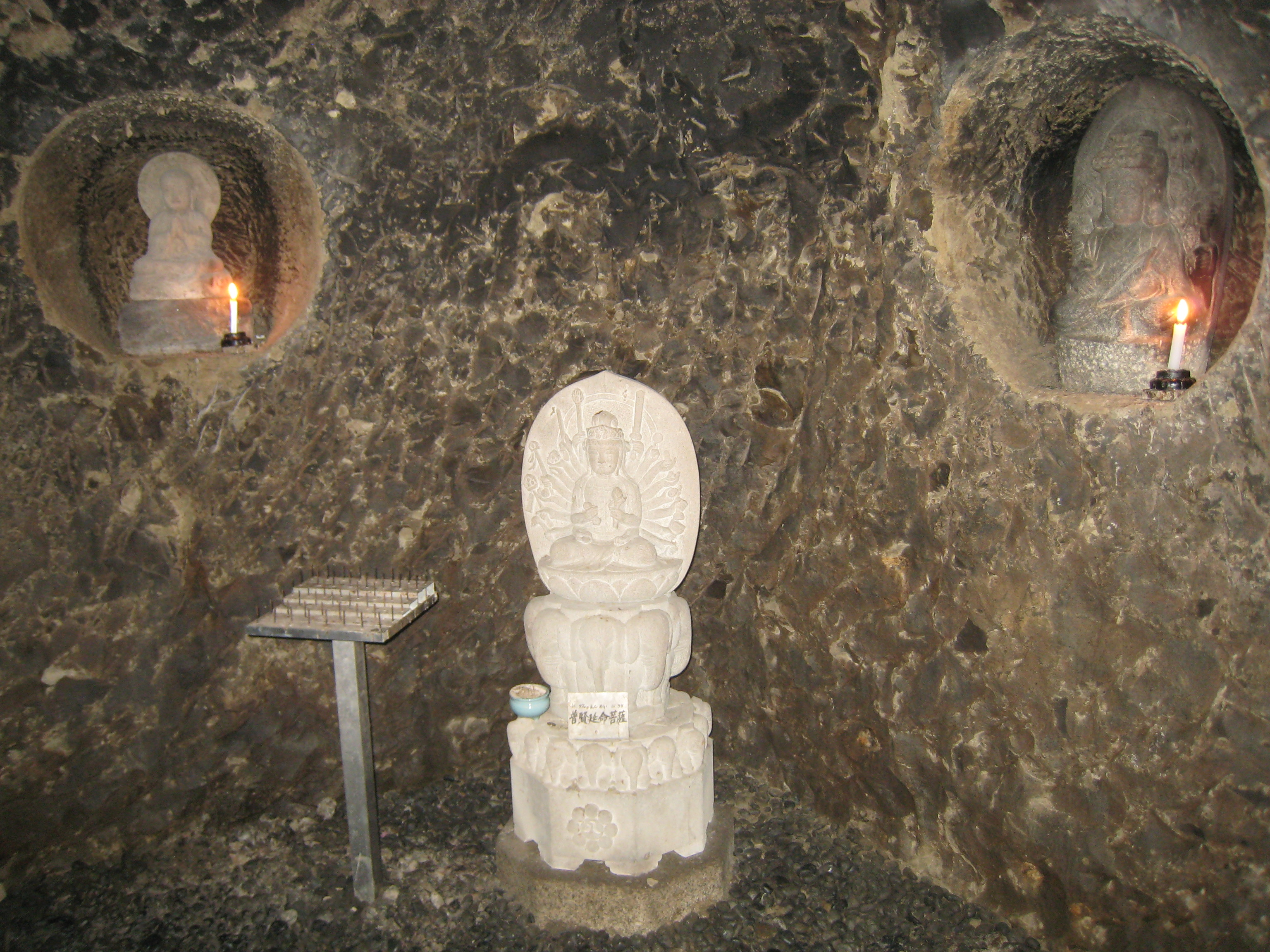
Diverse divinità buddiste
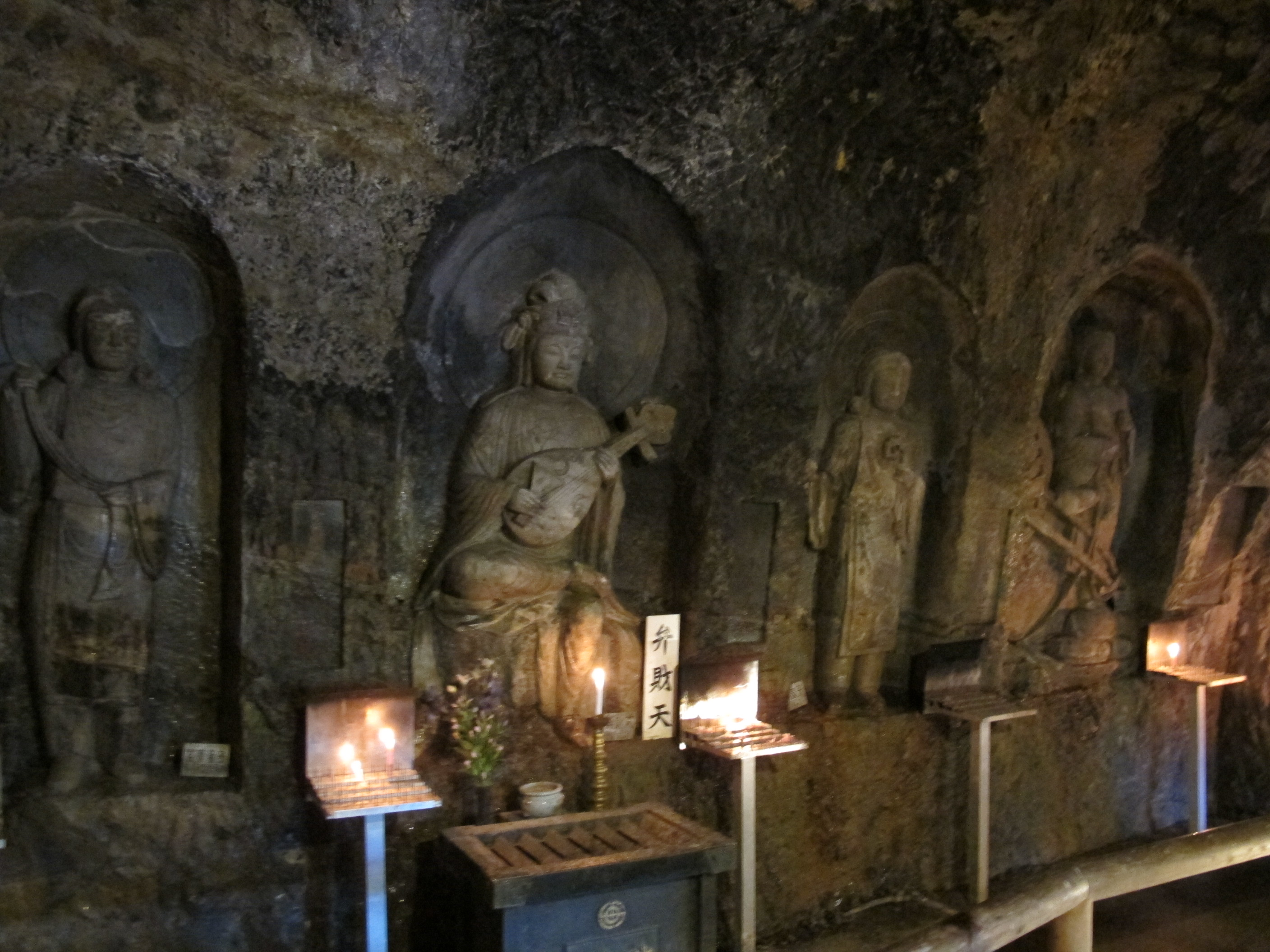
Benzaiten